# Jamar Warren
Jamar Lavon Warren Green (18 febbraio 1979) è un ex cestista statunitense con cittadinanza panamense.

## Carriera
Con Panama ha disputato tre edizioni dei Campionati americani (2007, 2009, 2011).